# Кирило (Ляшевецький)
Єпископ Кирило (Федір Олександрович Ляшевецький; приблизно. 1720, с. Опішня, Гадяцький полк, Гетьманщина — 25 травня 1770, Чернігів) — український релігійний діяч доби Гетьманщини. Випускник Києво-Могилянської академії. Бібліофіл, власник унікальної бібліотеки.
Єпископ Російської православної церкви (безпатріаршої); єпископ Воронезький та Єлецький (1758−1768 рр.), єпископ Чернігівський (1761–1770 рр.) на Гетьманщині.

## Життєпис
Народився в родині сотенного писаря, який став священиком. У 1730-х навчався у Києво-Могилянській академії, по закінченню — 1742-го, — емігрував на Московщину, де призначений наставником Троїцької духовної семінарії.
1746 р. — пострижений в чернецтво.
1747 р. — бібліотекар.
1748 р. — префект семінарії Троїцько-Сергієвої лаври, від 1753-го — намісник.
14 червня 1758 р. — зведений в архімандрита Новоспаського монастиря.

### Повернення на українські землі та Гетьманщину
6 серпня 1758 р. — призначений єпископом Воронезьким Відомства православного сповідання Російської імперії. Ця єпархія обіймала українські етнічні землі.
19 жовтня 1761 р. — призначений єпископом Чернігівським на Гетьманщині. У цей час ознайомився з творчістю українського мандрівного філософа Григорія Сковороди. Дослідник ХХ століття Леонід Махновець знайшов цитату єпископа Ляшевецького, присвячену Сковороді:
| Кирило Лешевецький знайшов у Сковороді людину «отлічних дарованій і учености» |
Після його смерті залишилося майже 1000 книжок, із них 380 різними мовами, 555 — церковнослов'янською.